# Georg August von Breitenbauch

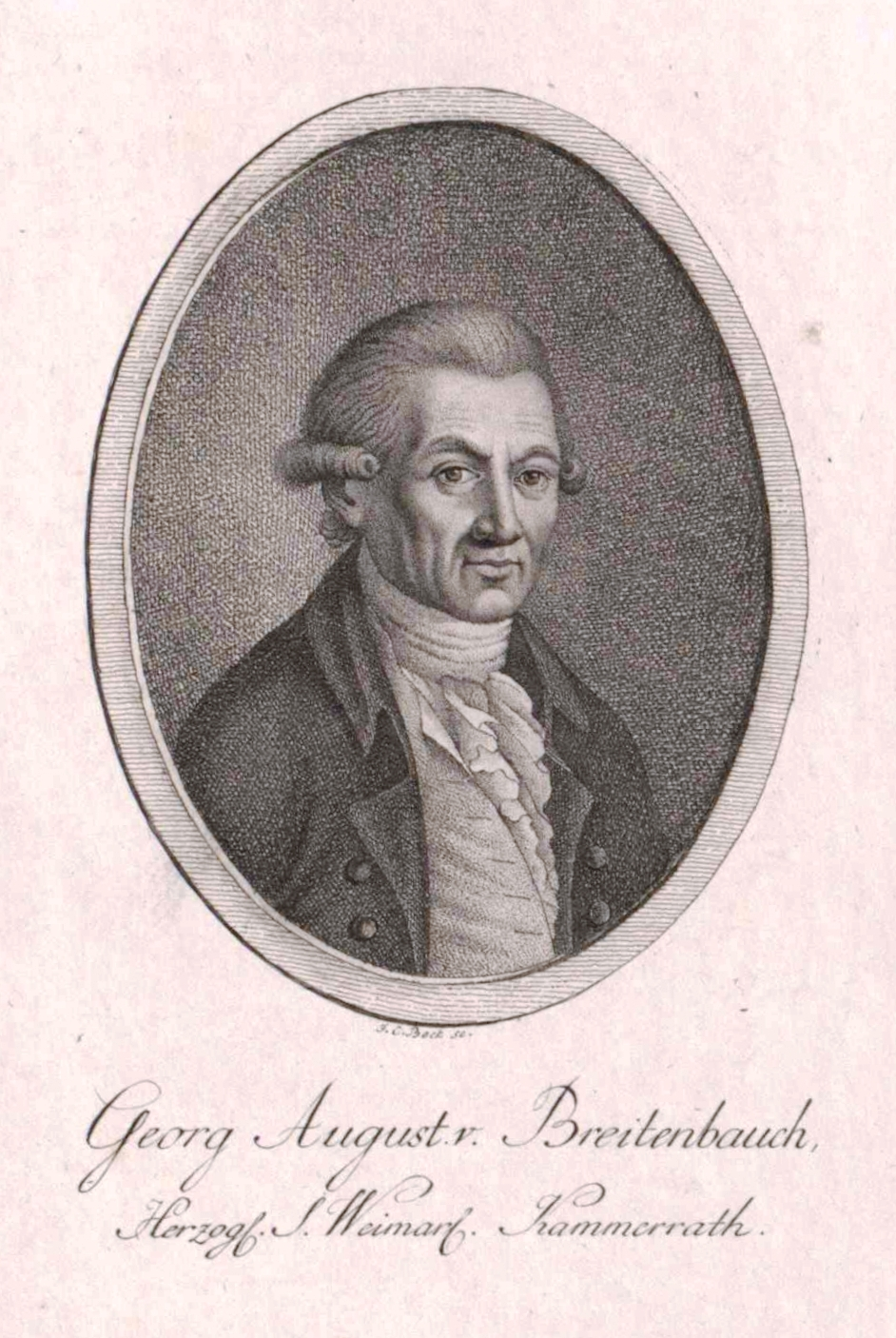
Georg August von Breitenbauch
Kupferstich von Christoph Wilhelm Bock

Das Wappen der Familie von Breitenbuch

Georg(e) August von Breitenbauch (* 28. August 1731 in Wilsdruff; † 15. September 1817 in Bucha) war Gerichtsherr auf Bucha und sachsen-weimarscher Kammerjunker sowie Schriftsteller, Agrarökonom und Gelehrter.

## Leben
Er ist der Sohn von Heinrich August von Breitenbauch, Erbherr auf Bucha, Schkortleben und Oeglitzsch, königlich-polnischer und kurfürstlich-sächsischer Geheimer Rat und Directeur des Plaisirs (Hofmarschall) am Dresdner Hof († 18. Juni 1747 in Paris) und der Sophia Augusta geb. von Schönberg.
Georg August hatte zehn Geschwister. Von 1749 bis 1753 studierte er an der Universität Jena. Nach dem Studium unternahm er eine ausgedehnte Reise durch Frankreich. 1754 hielt er sich in Berlin auf, wo er die Bekanntschaft mit Lessing machte. Später lernte er auch Goethe und Herder kennen.
Seit 1784 war er Mitglied der Erfurter Akademie gemeinnütziger Wissenschaften und seit 15. August 1808 Ehrenmitglied im Pegnesischen Blumenorden (Nr. 282), einer Sprach- und Literaturgesellschaft des Barock.
Er schrieb 1794 die erste deutschsprachige Topographie Athens, die zur Grundlage zahlreicher späterer Werke wurde.

## Familie
Georg August von Breitenbauch entstammt dem thüringischen Adelsgeschlecht von Breitenbuch. Seit 1757 war Georg August von Breitenbauch mit Juliane Henriette Christiane von Thüna, geb. 1726, gest. 1800 in Bucha verheiratet. Ihrer Ehe entstammen vier Kinder: August Wilhelm, Georg Ludwig, Sofie Juliane und Heinrich Ferdinand.

## Werke
- Schilderungen berühmter Gegenden des Alterthums und neuerer Zeiten. Leipzig 1763 (Digitalisat)
- Bukolische Erzählungen und vermischte Gedichte. Frankfurt und Leipzig 1763 (Digitalisat), 2. Aufl. Leipzig 1764 (Digitalisat)
- Jüdische Schäfergedichte. Altenburg 1765 (Digitalisat)
- Neue Sammlung vermischter Gedichte. Altenburg 1767 (Digitalisat)
- Begebenheiten der Götter und Helden nach denen Erzählungen des Ovidius und anderer Mythologen. Gotha und Langensalza 1778 (Digitalisat), 2. Teil Gotha 1781 (Digitalisat)
- Staat der gesamten Tatarey in den alten und neuern Zeiten aus den bewährtesten Nachrichten gezogen. Reval und Leipzig 1780 (Digitalisat)
- Lebensgeschichte der Kayserin Mathildis, Gemahlin Heinrichs des Ersten. Reval und Leipzig 1780 (Digitalisat)
- Den frühzeitigen Tod Ihrer geliebten Schwester Frau Catharina Sophia von Uechtritz gebohrnen von Breitenbauch beklagen durch gegenwärtiges Gedicht Ihre Geschwister Georg August von Breitenbauch [...]. Leipzig 1781 (Digitalisat)
- Lebensgeschichte der Kayserin Adelheid[,] Gemahlin Ottons des Großen. Ohne Ort 1782 (Digitalisat)
- Geschichte der Achäer und ihres Bundes. Vom Ursprung ihrer Monarchie, bis auf die Zeiten Constantins des Großen, nebst der Zeitrechung dieses Volks nach der Regierung seiner Prätoren. Frankfurt (Oder) 1782 (Digitalisat)
- Ergänzungen der Geschichte von Asia und Afrika in dem mittlern und neuern Zeitalter. Dessau 1783, 2. Teil Dessau 1784 (Digitalisat)
- Aelteste Geschichte und Erdbeschreibung des jetzigen Tauriens und Caucasiens, bisher Crim und Cuban genannt. Berlin 1785 (Digitalisat)
- Zeittafeln zur allgemeinen Weltgeschichte vom Ursprung der Monarchien bis ins achtzehente Jahrhundert. Berlin 1785 (Digitalisat), 2. Teil Berlin 1790 (Digitalisat)
- Vorstellung der vornehmsten Völkerschaften der Welt nach ihrer Abstammung, Ausbreitung und Sprachen. Leipzig 1786 (Digitalisat)
- Religionszustand der verschiedenen Länder der Welt in den ältern und neuern Zeiten, nebst einer zu dessen Erläuterung entworfenen Karte. Leipzig 1787 (Digitalisat)
- Geschichte der Staaten von Georgien. Memmingen 1788 (Digitalisat)
- Lebensgeschichte des jüngst verstorbenen Sinesischen Kaisers Kienlong. Leipzig 1788 (Digitalisat)
- Ergänzungen der Geschichte von Asia und Afrika in dem mittlern und neuern Zeitalter. Leipzig 1788 (Digitalisat Teil 1, Digitalisat Teil 2, Digitalisat Teil 3)
- Vorstellung der fürnehmsten regierenden Stämme der Welt, nach ihrem Abstamm, Besizungen und Theilungen nebst einer Karte. Leipzig 1788 (Digitalisat)
- Uebersicht der vornehmsten Regierungen der Welt[,] eine weitere Ausführung der 1788 herausgekommenen Vorstellung der vornehmsten regierenden Stämme der Welt. Leipzig 1789 (Digitalisat)
- Auszug der Geschichte der ausser-europäischen Welttheile seit den Zeiten Mahomeds und der Entdeckung von Amerika. Leipzig 1789 (Digitalisat)
- Entwurf einer Geschichte der vornehmsten Völker-Stämme des alten und neuen Zeitalters. Leipzig 1791 (Digitalisat)
- Geschichte von Arkadien, vom Ursprunge seiner Monarchie bis auf die Zeiten Antonins des Frommen. Frankfurt a. M., Eichenberg, 1791 (Digitalisat)
- Versuch einer Erdbeschreibung der sechs Welttheile nach den Stämmen ihrer Regenten und Bewohner nebst Karten. (Mit 8 Faltkarten.) Leipzig 1793 (Digitalisat)
- Nachrichten zur Kunde der vornehmsten derzeitigen aussereuropäischen Fürsten, ihrer Familien und Besizungen. Nebst einer Beschreibung des lezten Türkischen Krieges, einer Karte und Geschlechtstafeln. Leipzig 1793 (Digitalisat)
- Beschreibung des alten Athens und dessen Schicksale in der bürgerlichen Verfassung und den Wissenschaften. (Mit Faltkarte der Stadt Athen.) Ohne Ort 1794 (Digitalisat)
- Vorstellung der Schauplätze berühmter Begebenheiten aus der Geschichte der vornehmsten Völker des Alterthums in fünf und zwanzig Kupfern nebst deren Beschreibung für die Jugend. Leipzig 1794 (Digitalisat)
- Geographische und historische Aufsä(t)ze für Schullehrer. 1. Sammlung, Lemgo 1794 (Digitalisat), 2. Samml., Lemgo 1795 (Digitalisat), 3. Samml., Lemgo 1795 (Digitalisat), 4. Samml., Lemgo 1796 (Digitalisat)
- Beiträge zur Geschichte der unbekannten Reiche von Asien und Afrika. 2 Bde., Hoffmann, Weimar, 1800 (Digitalisat)
- Klassifikazion der Hauptvölkerschaften der alten und neuern Zeiten und ihrer Zweige, nebst angehängter Geschichte der thrazischen, griechischen, illyrischen und iberischen Völkerschaften. Leipzig 1800 (Digitalisat)
- Uebersicht der vornehmsten Erzeugnisse Europa's und der auswärtigen Welttheile. Begleitet von einer Karte der europäischen Produkte. Zum Gebrauch der Schulen. Leipzig 1803 (Digitalisat)
- Verzeichniß der Schriften des Herrn Kammer-Raths George August von Breitenbauch nebst der Anzeige Ihres Inhalts. Leipzig 1804 (Digitalisat)